# ماك ولمان
ماك ولمان (بالإنجليزية: Mac Wellman)‏ هو كاتب أمريكي، ولد في 1945 في كليفلاند في الولايات المتحدة.